# Aeroportul Aek Godang
Aeroportul Aek Godang (IATA: AEG, ICAO: WIME) este un aeroport din Tapanuli Selatan⁠(d), Sumatera Utara⁠(d), Indonezia ce deservește zona Padangsidimpuan⁠(d).
Situat la o altitudine de 285 m, aeroportul dispune de o singură pistă.